# Rilly-Sainte-Syre
Rilly-Sainte-Syre település Franciaországban, Aube megyében. Lakosainak száma 230 fő (2022. január 1.). Rilly-Sainte-Syre Chapelle-Vallon, Chauchigny, Droupt-Saint-Basle, Les Grandes-Chapelles, Saint-Mesmin és Savières községekkel határos.

## Népesség
A település népessége az elmúlt években az alábbi módon változott:
| Lakosok száma | 218  | 230  | 242  | 242  | 232  | 230  | 233  | 233  | 230  | 230  |
|               | 1968 | 1982 | 1990 | 2006 | 2013 | 2015 | 2017 | 2019 | 2020 | 2022 |